# Institut mexicain de cinématographie
L'Institut mexicain de cinématographie (en espagnol : Instituto Mexicano de Cinematografía), ou IMCINE, est un organisme public mexicain, créé le 25 mars 1983, pour aider à produire et promouvoir le cinéma mexicain.

## Histoire
L'Institut mexicain de cinématographie fut créé en 1983 par décret présidentiel par Miguel de la Madrid. Il s'agit d'un organisme public mais décentralisé de l'État, possédant un patrimoine et un statut juridique propre.